# Bovenste Molen van Hulsen
De Bovenste Molen van Hulsen was een watermolen in de buurtschap Hulsen in het Nederlands-Limburgse dorp Geulle. De watermolen stond tussen de plaatsen Moorveld en Snijdersberg in het Bunderbos, onderdeel van het Bunder- en Elslooërbos. De molen maakte gebruik van het water van het riviertje de Molenbeek, die vroeger Walsenbeek werd genoemd. Stroomafwaarts ligt nog een molen, die logischerwijs met de naam Onderste Molen van Hulsen werd aangeduid.

## Geschiedenis
Reeds in de 16e eeuw bestond de watermolen.
Voor de Franse tijd was de watermolen een banmolen van de heerlijkheid Geulle.
Aan het einde van de 19e eeuw werd de molen niet meer vermeld omdat hij toen waarschijnlijk al afgebroken was.

## Kenmerken
De Bovenste Molen was een bovenslagmolen die in 1854 een rad met een middellijn had van vier meter en een breedte van 71 centimeter.